# Idaea effusaria
Idaea effusaria là một loài bướm đêm trong họ Geometridae.